# Ronda Élite a la Eurocopa Sub-19 2007
La Ronda Élite al Campeonato Europeo de la UEFA Sub-19 2007 contó con la participación de 28 selecciones juveniles de Europa, 25 de ellas provenientes de una fase eliminatoria más España, Inglaterra e Italia.
Los equipos fueron divididos en 7 grupos de cuatro equipos cada uno, en donde el vencedor de cada grupo clasificó al torneo final a celebrarse en Austria junto al país anfitrión.

## Grupo 1
Los partidos se jugaron en la República de Irlanda.
| País     | J | G | E | P | GF | GC | GD | Pts |
| -------- | - | - | - | - | -- | -- | -- | --- |
| Alemania | 3 | 2 | 1 | 0 | 3  | 0  | +3 | 7   |
| Irlanda  | 3 | 2 | 0 | 1 | 5  | 1  | +4 | 6   |
| Hungría  | 3 | 0 | 2 | 1 | 1  | 3  | -2 | 2   |
| Bulgaria | 3 | 0 | 1 | 2 | 1  | 6  | -5 | 1   |

| 14 de mayo de 2007 | Hungría | 0 – 0 | Alemania | Carlisle Grounds, Dublín |  |
|                    |         |       |          | Árbitro(s): Kevin Blom   |  |

| 14 de mayo de 2007 | Irlanda          | 3 – 0 | Bulgaria | United Park, Drogheda                  |                                        |
|                    | Rooney 2' 6' 15' |       |          | Árbitro(s): Bruno Miguel Duarte Paixao | Árbitro(s): Bruno Miguel Duarte Paixao |

| 16 de mayo de 2007 | Hungría    | 1 – 1 | Bulgaria     | Belfield Park, Dublín  |                        |
|                    | Németh 55' |       | Baltanov 49' | Árbitro(s): Kevin Blom | Árbitro(s): Kevin Blom |

| 16 de mayo de 2007 | Alemania              | 1 – 0 | Irlanda | Dalymount Park, Dublín        |                               |
|                    | Ben-Hatira 17' (pen.) |       |         | Árbitro(s): Paolo Tagliavento | Árbitro(s): Paolo Tagliavento |

| 19 de mayo de 2007 | Irlanda                 | 2 – 0 | Hungría | United Park, Drogheda                  |                                        |
|                    | Sheridan 85' · Ryan 90' |       |         | Árbitro(s): Bruno Miguel Duarte Paixão | Árbitro(s): Bruno Miguel Duarte Paixão |

| 19 de mayo de 2007 | Bulgaria | 0 – 2 | Alemania              | Belfield Park, Dublín         |                               |
|                    |          |       | Schmidt 23' · Sam 29' | Árbitro(s): Paolo Tagliavento | Árbitro(s): Paolo Tagliavento |

## Grupo 2
Los partidos se jugaron en Grecia.
| País    | J | G | E | P | GF | GC | GD | Pts |
| ------- | - | - | - | - | -- | -- | -- | --- |
| Grecia  | 3 | 2 | 1 | 0 | 8  | 2  | +6 | 7   |
| Croacia | 3 | 1 | 2 | 0 | 6  | 4  | +2 | 5   |
| Italia  | 3 | 1 | 0 | 2 | 6  | 7  | -1 | 3   |
| Suecia  | 3 | 0 | 1 | 2 | 3  | 10 | -7 | 1   |

| 1 de junio de 2007 | Italia                                                             | 5 – 2 | Suecia                | FC Katerini, Katerini   |                         |
|                    | Carbonaro 4' · Hellman 39' (a.g.) · Cia 58' 90+2' · Forestieri 89' |       | Elm 3' · Almebäck 21' | Árbitro(s): Felix Brych | Árbitro(s): Felix Brych |

| 1 de junio de 2007 | Croacia                     | 2 – 2 | Grecia            | Municipal, Litochoro        |                             |
|                    | Bagarić 13' · Hudorović 89' |       | Mitroglou 56' 69' | Árbitro(s): Martin Atkinson | Árbitro(s): Martin Atkinson |

| 3 de junio de 2007 | Italia | 0 – 2 | Grecia                     | Municipal, Litochoro        |                             |
|                    |        |       | Siovas 61' · Mitroglou 75' | Árbitro(s): Alexei Nikolaev | Árbitro(s): Alexei Nikolaev |

| 3 de junio de 2007 | Suecia       | 1 – 1 | Croacia   | FC Katerini, Katerini       |                             |
|                    | Olsson 90+3' |       | Bodul 86' | Árbitro(s): Martin Atkinson | Árbitro(s): Martin Atkinson |

| 6 de junio de 2007 | Croacia                                 | 3 – 1 | Italia         | FC Katerini, Katerini   |                         |
|                    | Jusufi 69' · Ljubičić 79' · Turkalj 89' |       | Forestieri 38' | Árbitro(s): Felix Brych | Árbitro(s): Felix Brych |

| 6 de junio de 2007 | Grecia                                                              | 4 – 0 | Suecia | Municipal, Litochoro        |                             |
|                    | Papastathopoulos 53' · Mitroglou 81' · Papazoglou 82' · Bahtiri 89' |       |        | Árbitro(s): Alexei Nikolaev | Árbitro(s): Alexei Nikolaev |

## Grupo 3
Los partidos se jugaron en Inglaterra.
| País            | J | G | E | P | GF | GC | GD | Pts |
| --------------- | - | - | - | - | -- | -- | -- | --- |
| Rusia           | 3 | 2 | 1 | 0 | 5  | 1  | +4 | 7   |
| Países Bajos    | 3 | 2 | 1 | 0 | 4  | 1  | +3 | 7   |
| Inglaterra      | 3 | 1 | 0 | 2 | 3  | 4  | -1 | 3   |
| República Checa | 3 | 0 | 0 | 3 | 1  | 7  | -6 | 0   |

| 15 de mayo de 2007 | República Checa | 0 – 2 | Países Bajos    | Pirelli Stadium, Burton-on-Trent |                             |
|                    |                 |       | Brouwer 26' 35' | Árbitro(s): Peter Rasmussen      | Árbitro(s): Peter Rasmussen |

| 15 de mayo de 2007 | Inglaterra | 0 – 2 | Rusia                   | Bescot, Walsall                   |                                   |
|                    |            |       | Mamaev 31' · Dzyuba 74' | Árbitro(s): Antonio Rubinos Pérez | Árbitro(s): Antonio Rubinos Pérez |

| 17 de mayo de 2007 | Rusia                                     | 3 – 1 | República Checa | The Lane, Worcester           |                               |
|                    | Salugin 51' · Kuznetsov 86' · Andreev 88' |       | Necid 69'       | Árbitro(s): Claudio Circhetta | Árbitro(s): Claudio Circhetta |

| 17 de mayo de 2007 | Inglaterra    | 1 – 2 | Países Bajos                            | Ricoh Arena, Coventry             |                                   |
|                    | Ephraim 90+1' |       | Golbourne 30' (a.g.) · Buijs 71' (pen.) | Árbitro(s): Antonio Rubinos Pérez | Árbitro(s): Antonio Rubinos Pérez |

| 20 de mayo de 2007 | República Checa | 0 – 2 | Inglaterra                        | Sixfields, Northampton        |                               |
|                    |                 |       | Lindfield 12' · Martin 49' (pen.) | Árbitro(s): Claudio Circhetta | Árbitro(s): Claudio Circhetta |

| 20 de mayo de 2007 | Países Bajos | 0 – 0 | Rusia | Ricoh Arena, Coventry       |  |
|                    |              |       |       | Árbitro(s): Peter Rasmussen |  |

## Grupo 4
Los partidos se jugaron en Escocia.
| País     | J | G | E | P | GF | GC | GD | Pts |
| -------- | - | - | - | - | -- | -- | -- | --- |
| Portugal | 3 | 2 | 1 | 0 | 5  | 2  | +3 | 7   |
| Turquía  | 3 | 1 | 1 | 1 | 3  | 3  | 0  | 4   |
| Escocia  | 3 | 1 | 0 | 2 | 5  | 7  | -3 | 3   |
| Georgia  | 3 | 0 | 2 | 1 | 2  | 3  | -1 | 2   |

| 23 de mayo de 2007 | Escocia    | 1 – 2 | Turquía                | Dens Park, Dundee        |                          |
|                    | Pearce 79' |       | Murat 61' · Tevfik 81' | Árbitro(s): Tony Chapron | Árbitro(s): Tony Chapron |

| 23 de mayo de 2007 | Georgia | 0 – 0 | Portugal | McDiarmid Park, Perth         |  |
|                    |         |       |          | Árbitro(s): Svein Oddvar Moen |  |

| 25 de mayo de 2007 | Escocia                  | 2 – 1 | Georgia      | McDiarmid Park, Perth         |                               |
|                    | McLaren 36' · Pearce 88' |       | Barabadze 6' | Árbitro(s): Svein Oddvar Moen | Árbitro(s): Svein Oddvar Moen |

| 25 de mayo de 2007 | Turquía | 0 – 1 | Portugal        | Dens Park, Dundee        |                          |
|                    |         |       | F. Coentrão 60' | Árbitro(s): Pavel Olsiak | Árbitro(s): Pavel Olsiak |

| 28 de mayo de 2007 | Portugal                                                        | 4 – 2 | Escocia                | McDiarmid Park, Perth    |                          |
|                    | F. Coentrão 60' · Rui Pedro 45+1' · Santos 79' · Candeias 90+7' |       | Pearce 78' · Smith 88' | Árbitro(s): Tony Chapron | Árbitro(s): Tony Chapron |

| 28 de mayo de 2007 | Georgia                | 1 – 1 | Turquía   | Dens Park, Dundee        |                          |
|                    | Tsinamdzgvrishvili 79' |       | Keles 90' | Árbitro(s): Pavel Olsiak | Árbitro(s): Pavel Olsiak |

## Grupo 5
Los partidos se jugaron en Noruega.
| País       | J | G | E | P | GF | GC | GD | Pts |
| ---------- | - | - | - | - | -- | -- | -- | --- |
| España     | 3 | 3 | 0 | 0 | 12 | 4  | +8 | 9   |
| Islandia   | 3 | 1 | 0 | 2 | 10 | 9  | +1 | 3   |
| Noruega    | 3 | 1 | 0 | 2 | 7  | 10 | -3 | 3   |
| Azerbaiyán | 3 | 1 | 0 | 2 | 4  | 10 | -6 | 3   |

| 30 de mayo de 2007 | España                          | 3 – 2 | Islandia                                  | Halden Stadium, Halden       |                              |
|                    | López 49' · Mata 73' 79' (pen.) |       | Fridgeirsson 23' · Vidarsson 90+2' (pen.) | Árbitro(s): Marijo Strahonja | Árbitro(s): Marijo Strahonja |

| 30 de mayo de 2007 | Noruega  | 1 – 2 | Azerbaiyán                     | Sarpsborg Stadion, Sarpsborg |                              |
|                    | Parr 41' |       | Staw 56' (a.g) · Hajiyev 90+2' | Árbitro(s): Thomas Einwaller | Árbitro(s): Thomas Einwaller |

| 1 de junio de 2007 | Azerbaiyán | 0 – 4 | España                                     | Sarpsborg Stadion, Sarpsborg |                             |
|                    |            |       | Aarón 40' · Mata 77', 90+3' · González 89' | Árbitro(s): Andrejs Sipailo  | Árbitro(s): Andrejs Sipailo |

| 1 de junio de 2007 | Islandia                                               | 3 – 4 | Noruega                           | Halden Stadium, Halden       |                              |
|                    | Smarason 15' · Fridgeirsson 30' · Vidarsson 52' (pen.) |       | Roberts 11' 13' 55' · Kleiven 27' | Árbitro(s): Marijo Strahonja | Árbitro(s): Marijo Strahonja |

| 4 de junio de 2007 | Noruega                   | 2 – 5 | España                                                     | Fredrikstad Stadion, Fredrikstad |                              |
|                    | Lekven 37' · Knudtzon 50' |       | Aarón 31' · Mata 66' · López 78' 88' (pen.) · González 85' | Árbitro(s): Thomas Einwaller     | Árbitro(s): Thomas Einwaller |

| 4 de junio de 2007 | Azerbaiyán                            | 2 – 5 | Islandia                                                   | Halden Stadium, Halden      |                             |
|                    | Amirguliyev 54' (pen.) · Mammadov 74' |       | Vidarsson 37' 41' (pen.) · Smarason 45' · Gíslason 49' 76' | Árbitro(s): Andrejs Sipailo | Árbitro(s): Andrejs Sipailo |

## Grupo 6
Los partidos se jugaron en Israel.
| País       | J | G | E | P | GF | GC | GD | Pts |
| ---------- | - | - | - | - | -- | -- | -- | --- |
| Francia    | 3 | 2 | 0 | 1 | 6  | 3  | +3 | 6   |
| Israel     | 3 | 2 | 0 | 1 | 11 | 4  | +1 | 6   |
| Polonia    | 3 | 1 | 0 | 2 | 4  | 8  | -4 | 3   |
| Eslovaquia | 3 | 1 | 0 | 2 | 2  | 8  | -6 | 3   |

| 8 de mayo de 2007 | Israel                                                           | 6 – 0 | Eslovaquia | Ness Ziona Stadium, Ness Ziona    |                                   |
|                   | Buzaglo 4' · Tamuz 17' · Azriel 50' · Natcho 59' · Biton 86' 90' |       |            | Árbitro(s): César Muñiz Fernández | Árbitro(s): César Muñiz Fernández |

| 8 de mayo de 2007 | Francia                             | 3 – 1 | Polonia      | Haberfeld Stadium, Rishon LeZion |                          |
|                   | Pinau 6' · Capoué 82' · Gestede 85' |       | Grosicki 26' | Árbitro(s): Sascha Kever         | Árbitro(s): Sascha Kever |

| 10 de mayo de 2007 | Israel                                   | 4 – 1 | Polonia      | Ness Ziona Stadium, Ness Ziona |                           |
|                    | Tamuz 16' · Kayal 56' · Azriel 66' 90+2' |       | Grosicki 35' | Árbitro(s): Fırat Aydınus      | Árbitro(s): Fırat Aydınus |

| 10 de mayo de 2007 | Eslovaquia  | 1 – 0 | Francia | Haberfeld Stadium, Rishon LeZion  |                                   |
|                    | Grendel 58' |       |         | Árbitro(s): César Muñiz Fernández | Árbitro(s): César Muñiz Fernández |

| 13 de mayo de 2007 | Francia                           | 3 – 1 | Israel      | Ness Ziona Stadium, Ness Ziona |                          |
|                    | Monnet-Paquet 4' 73' · N'Goyi 12' |       | Buzaglo 76' | Árbitro(s): Sascha Kever       | Árbitro(s): Sascha Kever |

| 13 de mayo de 2007 | Polonia                              | 2 – 1 | Eslovaquia    | Haberfeld Stadium, Rishon LeZion |                           |
|                    | Grosicki 60' (pen.) · Kostrubała 87' |       | Hlohovski 77' | Árbitro(s): Fırat Aydınus        | Árbitro(s): Fırat Aydınus |

## Grupo 7
Los partidos se jugaron en Suiza.
| País      | J | G | E | P | GF | GC | GD | Pts |
| --------- | - | - | - | - | -- | -- | -- | --- |
| Serbia    | 3 | 3 | 0 | 0 | 5  | 1  | +4 | 9   |
| Rumania   | 3 | 2 | 0 | 1 | 7  | 5  | +3 | 6   |
| Suiza     | 3 | 1 | 0 | 2 | 4  | 5  | -1 | 3   |
| Dinamarca | 3 | 0 | 0 | 3 | 2  | 7  | -5 | 0   |

| 31 de mayo de 2007 | Rumania                                                             | 4 – 2 | Suiza                       | Brühl Stadium, Grenchen    |                            |
|                    | Buhăescu 23' · Rusescu 59' (pen.) · Bicfalvi 70' · Ganea 89' (pen.) |       | Derdiyok 14' · Shkelzen 42' | Árbitro(s): Nicola Rizzoli | Árbitro(s): Nicola Rizzoli |

| 31 de mayo de 2007 | Serbia                    | 2 – 1 | Dinamarca   | Gurzelen Stadium, Biel    |                           |
|                    | Sulejmani 13' · Tadić 22' |       | Nielsen 10' | Árbitro(s): Olivier Thual | Árbitro(s): Olivier Thual |

| 2 de junio de 2007 | Suiza | 0 – 1 | Serbia        | St. Léonard Stadium, Fribourg |                            |
|                    |       |       | Sulejmani 34' | Árbitro(s): Nicola Rizzoli    | Árbitro(s): Nicola Rizzoli |

| 2 de junio de 2007 | Rumania                           | 3 – 1 | Dinamarca      | Brühl Stadium, Grenchen   |                           |
|                    | Buhăescu 4' · Ganea 8' 38' (pen.) |       | Andersen 90+3' | Árbitro(s): Mark Courtney | Árbitro(s): Mark Courtney |

| 5 de junio de 2007 | Serbia                  | 2 – 0 | Rumania | St. Léonard Stadium, Fribourg |                           |
|                    | Fejsa 8' · Bosančić 13' |       |         | Árbitro(s): Mark Courtney     | Árbitro(s): Mark Courtney |

| 5 de junio de 2007 | Dinamarca | 0 – 2 | Suiza                       | Gurzelen Stadium, Biel    |                           |
|                    |           |       | Derdiyok 82' · Shkelzen 84' | Árbitro(s): Olivier Thual | Árbitro(s): Olivier Thual |

| Predecesor: 2006 | Ronda Élite Sub-19 2007 | Sucesor: 2008 |

- Datos: Q4609486